# Нова Весь-Прудніцька
Нова Весь-Прудніцька (пол. Nowa Wieś Prudnicka, нім. Neudorf) — село в Польщі, у гміні Біла Прудницького повіту Опольського воєводства.
Населення — 209 осіб (2011).

## Демографія
Демографічна структура станом на 31 березня 2011 року:
|          | Загалом | Допрацездатний вік | Працездатний вік | Постпрацездатний вік |
| -------- | ------- | ------------------ | ---------------- | -------------------- |
| Чоловіки | 102     | 19                 | 64               | 19                   |
| Жінки    | 107     | 17                 | 63               | 27                   |
| Разом    | 209     | 36                 | 127              | 46                   |